# Pachodynerus argentinus
Pachodynerus argentinus är en stekelart som först beskrevs av Henri Saussure 1870.  Pachodynerus argentinus ingår i släktet Pachodynerus och familjen Eumenidae. Utöver nominatformen finns också underarten P. a. andinus.